# Belocaulus angustipes
Belocaulus angustipes es una especie de babosa de tierra perteneciente a la familia  Veronicellidae. Esta babosa es la mejor estudiada del género Belocaulus y la primera en ser descubierta de este género.

## Características
El cuerpo de estos animales  poseen forma alargada y achatada. En la región dorsal, su coloración es oscura, al igual que la región ventral. La reproducción se destaca por su hermafroditismo y la oviparidad. Estas babosas no toleran el sol, sequía y agua salada. Su clima y hábitat preferido es el bosque.[cita requerida]

## Alimentación
Son herbívoras, se alimentan de pepino, manzana. es por eso que actualmente hay un pesticida contra esta especie de babosa.

## Depredadores
Como ha invadido Sudamérica su depredador actual es la hormiga Argentina.

## Distribución
El rango de distribución de esta especie es discontinuo y muy amplio en la parte sur de  América del Sur. Hay registros en Brasil, Uruguay, Argentina y Paraguay. También hay observaciones en Honduras y el sur de Estados Unidos. Su origen es de Florida aunque su llegada a Sudamérica fue más exitosa que otras especies de babosas.[cita requerida]